# Metro de Roma
El metro de Roma (Metropolitana di Roma en italià) és una xarxa de ferrocarril metropolità de Roma, a Itàlia, que es va inaugurar el 1955. En l'actualitat la xarxa del metropolità romà està composta per tres línes identificades amb diferents colors. La línia A (taronja); la línia B (blava), aquesta última amb un ramal conegut com a línia B1 fins a Jonio (inaugurada el 21 d'abril del 2015), i la línia C (verda), inaugurada el 2014 i ampliada en 2018 a l'estació de San Giovanni on conflueix amb la línia A i, en un futur més llunyà cap a Clodio/Mazzini.
La xarxa amb les dues primeres línies té forma de X i només s'encreuen a Termini, l'estació central de la ciutat.
El metro està explotat des del 2010 per l'empresa municipal ATAC, que també gestiona els autobusos, tramvies, troleibusos i algunes línies suburbanes, com la línia Roma-Lido, que funciona com una línia de metro, tot i no estar catalogada com a tal.
El metro de Roma circula per l'esquerra. Les dues línies actuals estan electrificades amb catenària a 1500 V i l'ample de via és l'internacional. En els últims anys s'ha adquirit nou material mòbil per les dues línies, de la sèrie S/300, gairebé idèntica a la sèrie 5000 de la L3 i L5 del metro de Barcelona. El material mòbil antic encara circula per la línia B. L'antic material de la línia A s'ha enviat a la línia B i a la línia de Lido.

## Línies
| Línia  | Recorregut                          | Inauguració | Última extensió | Longitud | Número d'estacions | Viatgers en milions | Temps de trajecte |
| ------ | ----------------------------------- | ----------- | --------------- | -------- | ------------------ | ------------------- | ----------------- |
|        | Battistini ↔ Anagnina               | 1980        | 2000            | 18,4 km  | 27                 | 164,2               | 41 min            |
|        | Laurentina ↔ Rebibbia / Jonio       | 1955        | 2015            | 22 km    | 26                 | 109,5               | 32/34 min         |
|        | Monte Compatri-Pantano↔San Giovanni | 2014        | 2018            | 18,1     | 22                 | 7,1                 | 36 m              |
| Total: | Total:                              | Total:      | Total:          | 59,4     | 73                 |                     |                   |

### Línia A

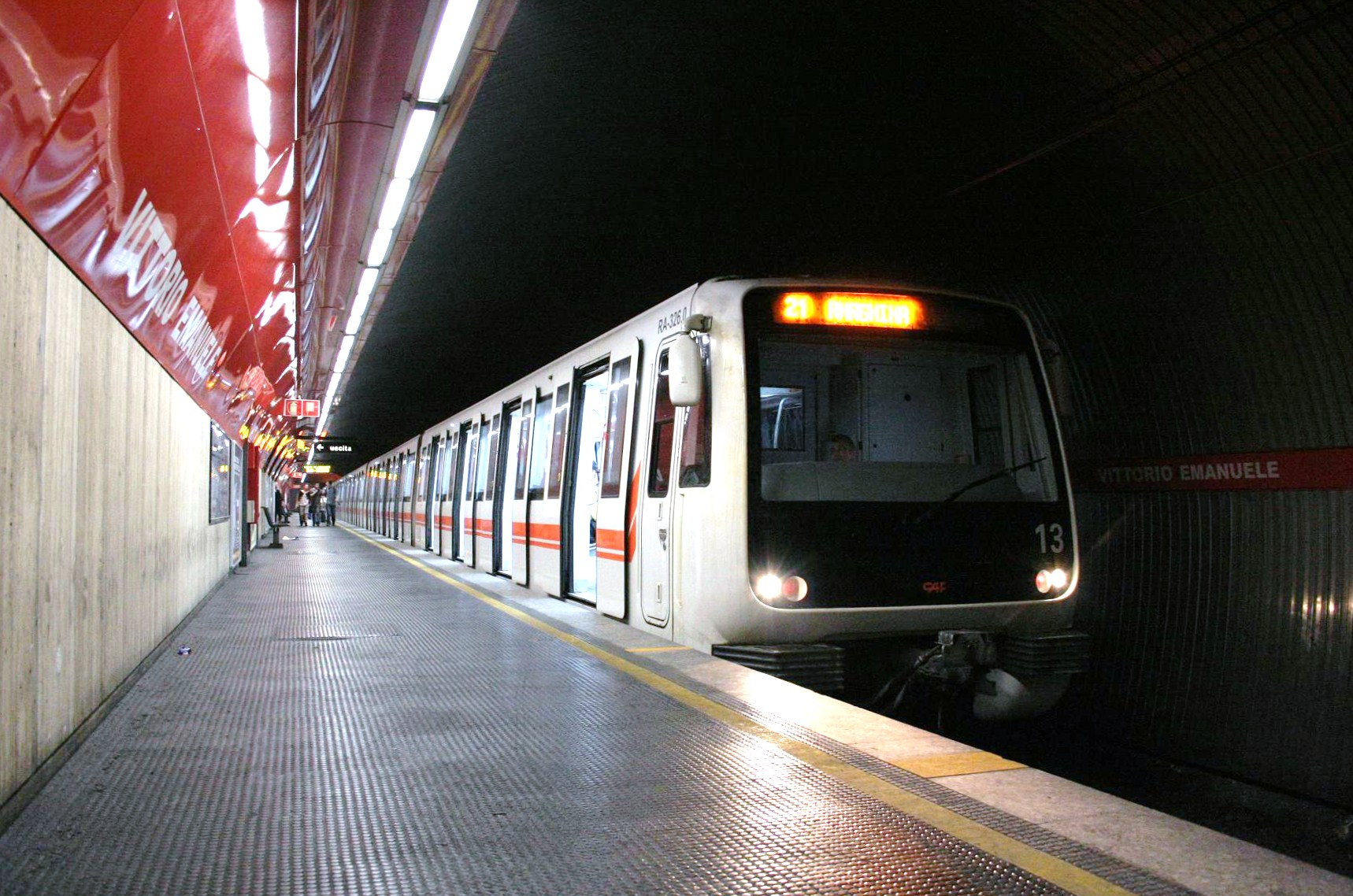
Tren de la sèrie S/300 a la línia A

La línia A uneix la part occidental de la ciutat amb els barris del sud-oest i és la línia que passa més a prop del centre i també del Vaticà. Té connexió amb la línia B de metro i amb els ferrocarrils italians a l'estació de Termini. Als plànols i a la senyalització de les estacions apareix representada amb el color taronja. Té una longitud total de 18,45 km i 27 estacions.
La construcció de la línia va ser aprovada el 1959, després de l'obertura de la línia B, i les obres no van començar fins al 1964. Les obres van durar molts anys per diversos motius d'organització, per troballes de restes arqueològiques, per molèsties pel trànsit i per vibracions als edificis. Finalment la línia es va obrir el 1980 entre Ottaviano i Cinecità. Al cap de cinc mesos es va perllongar fins a Anangina pel costat sud-est. Fins al 1999 no es va allargar cap a l'oest d'Ottaviano.
El tram central de la línia A es va construir amb tuneladora, amb dos túnels independents entre Furio Camillo i Flaminio i estacions amb andanes centrals i profundes. L'extrem est està construït amb el mètode cut and cover. Aquesta línia creua el riu Tíber per un pont.

### Línia B

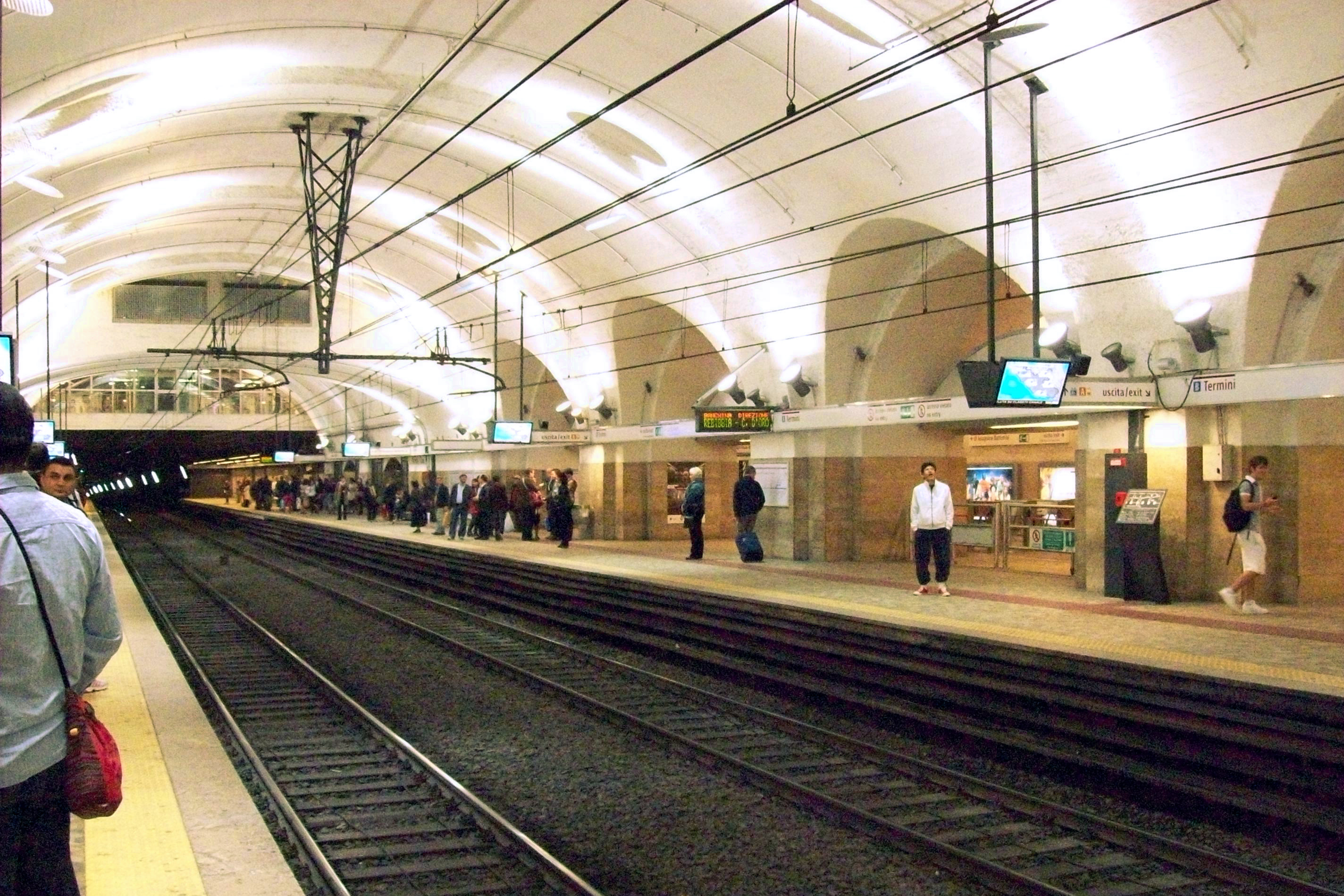
Andanes de la línia B de l'estació Termini

La línia B de metro connecta el sud i el nord de la ciutat passant per l'estació de Termini, on es pot fer correspondència amb la línia A. Al nord de l'estació de Bologna, la línia es bifurca en dos. La línia original va cap a Rebibbia i el ramal obert el 2012, conegut com a línia B1, cap a Jonio (inaugurada el 21 d'abril del 2015). Es representa amb el color blau. Té una longitud de 23,5 km i 26 estacions.
Els orígens de la línia es troben als anys 30 del segle xx, quan el govern feixista de Mussolini va construir el barri EUR al sud de Roma, on s'hi havia de celebrar l'Exposició Universal de 1942, que mai es va arribar a celebrar. Així doncs, es plantejava una connexió ferroviària entre el centre i aquest barri. Les obres es reprenen un cop passada la Segona Guerra Mundial, i el metro de Roma s'acaba inaugurant el 9 de febrer de 1955 entre Termini i EUR Fermi.
El 1990 la línia s'amplia pel nord i es modernitza la part més antiga. El 2012 s'obre un ramal de la línia B1, que fa que la línia adopti forma de Y.
Una gran part de la línia és en superfície, especialment al sud de Piramide. De Piramide a Termini, el metro circula a molt poca profunditat, passant just pel costat del Colisseu i de Santa Maria la Major. Les estacions just al nord de Termini són profundes, però a mesura que la línia B es va allunyant del centre, va perdent profunditat.

### Línia C
Projectada per travessar la ciutat en direcció nord-oest, en obres des del 2007 i de color verd, ja ha vist inaugurades les seves primeres 21 estacions (de les 30 inicialment previstes):  Monte Compatri-Pantano-Parco di Centocelle, oberta el 9 novembre 2014[1], mentre que les següents 6 parades, des de Mirti fins a Lodi, s'han inaugurat el 29 de juny del 2015 i la de San Giovannien 2018. Des d'aquí es preveu la seva continuació fins a la Piazza Venezia on hi hauria una parada amb el seu nom. Pel camí hi hauria un intercanvi amb la parada de Colosseo de la línia B amb el nom de Forii Imperiali/ Colosseo. La nova línia del metro de Roma està previst que arribi fins a Clodio Mazzini i de pas faria intercanvi amb la ja existent parada d'Ottaviano/ San Pietro (òbviament, propera a la Basílica de Sant Pere del Vaticà) on intercanviaria amb la línia A. Així, la línia tindria un total de 30 estacions amb una llargada de 25,5 qm, de les quals les 11 primeres són en superfície.

## Perllongaments i projectes
| Línia | Trajecte                             | Inici treballs | Inauguració prevista | Llargada | Estacions | Estat del projecte       |
| ----- | ------------------------------------ | -------------- | -------------------- | -------- | --------- | ------------------------ |
| B     | Rebibbia – Torraccia-Casal Monastero | ?              | ?                    | 2,8 km   | 2         | projectada               |
| C     | San Giovanni – Fori Imperiali        | Abril 2013     | 2022                 | 3 km     | 2         |                          |
| C     | Fori Imperiali – Ottaviano           | ?              | Finals 2023          | 6,3 km   | 5         | En espera de finançament |

### Línia B
Es preveu la seva continuació més enllà de Rebibbia fins gairebé el gran cinturó de ronda que envolta la capital italiana (Grande Racordo Anulare, en italià) i que inclouria dues noves estacions: San Basilio i Torraccia-Casal Monastero, amb gairebé 2,8 km de trajecte.
A més el maig del 2012 s'aprovà el perllongament de la línia B1 des de Jonio amb tres noves estacions, el que significarien 3,4 quilòmetres més del total de la llargada de la línia. Les noves estacions serien: Vigne Nuove, Mosca (amb pàrquing) i Bufalotta. Tanmateix, el projecte ha estat aturat per decisió de l'Ajuntament a cusa de l'impacte urbanístic.

## Línia D
Segons un projecte elaborat el 2007 la ciutat hauria de tenir una quarta línia de metro a la qual se li assignaria el color groc. La nova línia hauria d'unir el centre històric de la capital italiana amb els barris septentrionals de Salario, Monte Sacro i Monte Sacro Alto, i amb aquells situats més al sud com són Trastevere, Ostiense, Portuense i EUR. Tots ells, barris d'alta densitat de població i amb poc servei públic. La nova línia, que es preveia construiir amb un finançament conjunt publicoprivat del 50% a parts iguals, tindria un traçat de 20,4 km amb 22 estacions. La nova línia hauria de partir de la plaça de l'Agricultura a l'EUR i tindria com a final la parada d'Ojeti, prop del cinturó de ronda al barri de Monte Sacro al nord de Roma. Pel camí la línia D tindria intercanvi a les estacions d'Eur Magliana (línia B); Trastevere (amb les línies del trajecte urbà del ferrocarril FL1, FL3 i FL5); Venècia, on confluiria amb la línia C; Spagna, on intercanviaria amb la línia A i finalment Jonio (línia B1). Els treballs haurien d'haver començat el 2011 però dificultats financeres i també de discrepàncies sobre el recorregut de la línia, han ajornat el començament de les obres indefinidament. Malgrat tot, recentment s'ha parlat de la resurrecció del projecte però tot depèn del ritme dels treballs en la línia C.

## Cronologia important de la construcció del metro de Roma
|                  | Ruta-Estació                               | Línia |
| ---------------- | ------------------------------------------ | ----- |
| 10 febrer 1955   | Termini-EUR Fermi                          | B     |
| 16 febrer 1980   | Ottaviano-Cinecittà                        | A     |
| 11 juny 1980     | Cinecittà-Anagnina                         | A     |
| 12 març 1990     | Marconi                                    | B     |
| 8 desembre 1990  | Termini-Rebibbia                           | B     |
| 8 desembre 1990  | Garbatella                                 | B     |
| 8 desembre 1990  | Laurentina                                 | B     |
| 13 desembre 1995 | Ponte Mammolo                              | B     |
| 29 maig 1999     | Ottaviano-Valle Aurelia                    | A     |
| 1º gener 2000    | Valle Aurelia-Battistini                   | A     |
| 23 juny2003      | Quintiliani                                | B     |
| 12 gener 2012    | Bologna-Conca d'Oro                        | B     |
| 9 novembre 2014  | Monte Compatri-Pantano-Parco di Centocelle | C     |
| 21 abril 2015    | Conca d'Oro-Jonio                          | B     |
| 29 juny 2015     | Parco di Centocelle-Lodi                   | C     |